# Nova Topola (Gradiška)
Pour les articles homonymes, voir Nova Topola.
Nova Topola (en serbe cyrillique : Нова Топола) est une localité de Bosnie-Herzégovine. Elle est située dans la municipalité de Gradiška et dans la république serbe de Bosnie. Selon les premiers résultats du recensement bosnien de 2013, elle compte 2 430 habitants.

## Démographie

### Évolution historique de la population dans la localité
| 1948  | 1953 | 1961  | 1971  | 1981  | 1991  | 2013  |
| ----- | ---- | ----- | ----- | ----- | ----- | ----- |
| 2 865 | -    | 1 184 | 1 849 | 2 070 | 2 191 | 2 430 |

|  |

## Personnalités liées à la commune
Frédéric Manns OFM (Nova Topola, le 3 octobre 1942), bibliste français, professeur d'exégèse néotestamentaire et de littérature hébraïque ancienne.